# Cesare Santagostino
Cesare Santagostino (San Pietro Mosezzo, 7 dicembre 1898 – Stresa, 1º agosto 1955) è stato un calciatore italiano, di ruolo attaccante.

## Carriera
Con il Novara disputa 8 gare nei campionati di Prima Divisione 1922-1923 e Prima Divisione 1924-1925.